# Kampai Tabu Kerambil
Kampai Tabu Kerambil is een bestuurslaag in het regentschap Solok van de provincie West-Sumatra, Indonesië. Kampai Tabu Kerambil telt 2235 inwoners (volkstelling 2010).